# Akademisches Netzwerk Osteuropa
Akademisches Netzwerk Osteuropa e. V. (kurz: akno e.V.) ist ein gemeinnütziger Verein mit Sitz in Berlin. Er unterstützt Wissenschaftlerinnen und Wissenschaftler sowie zivilgesellschaftliche Akteure aus Osteuropa, insbesondere aus Belarus, Russland und der Ukraine. Ziel ist die Förderung von Wissenschaftsfreiheit und die Ermöglichung wissenschaftlicher Zusammenarbeit im Kontext politischer Repressionen und kriegerischer Auseinandersetzungen.

## Geschichte und Zielsetzung
Der Verein wurde nach den politischen Unruhen in Belarus im Jahr 2020 gegründet und reagierte damit auf zunehmende Einschränkungen der Wissenschaftsfreiheit in der Region. Seit seiner Gründung setzt sich das Netzwerk für die Unterstützung von Forschenden in akuten Krisensituationen ein. 
Im Jahr 2023 wurde die Organisation als „Unerwünschte ausländische Organisationen“ in Russland eingestuft.

## Aktivitäten
Seit 2022 erstellt der Verein jährlich Monitoringberichte zur Lage der Wissenschaftsfreiheit in Belarus, Russland und der Ukraine. Diese Berichte analysieren dokumentierte Verstöße gegen akademische Freiheiten und dienen als Grundlage für wissenschaftliche und politische Diskussionen.
Eine der Hauptaktivitäten ist die Koordination des SCIENCE AT RISK Emergency Office, das im Rahmen eines durch das Auswärtige Amt geförderten Programms geflüchtete Wissenschaftlerinnen und Wissenschaftler unterstützt. Der Verein organisiert zudem Fachtagungen zur Osteuropaforschung, Bildungsprogramme für Lehrkräfte im Exil sowie Weiterbildungsformate in Zusammenarbeit mit deutschen Universitäten und internationalen Partnern. Einige dieser Veranstaltungen und Initiativen wurden in Fachmedien und durch Förderinstitutionen aufgegriffen.

## Struktur und Finanzierung
Akademisches Netzwerk Osteuropa arbeitet mit einem interdisziplinären Team aus Wissenschaftlern, Projektmanagern und ehrenamtlich Engagierten. Die Finanzierung erfolgt durch Zuwendungen des Auswärtigen Amts und europäischer Stiftungen und durch projektbezogene Förderungen.